# Eduard Kubata
Eduard Kubata (* 13. září 1958) je bývalý český fotbalista, útočník. Po skončení aktivní kariéry působí jako trenér v nižších a regionálních soutěžích.

## Fotbalová kariéra
V československé lize hrál za Škodu Plzeň. V lize nastoupil ve 21 utkáních a dal 2 góly. V nižších soutěžích hrál i za UD Příbram.

## Ligová bilance
| Ročník                                   | Zápasy | Góly | Klub        |
| ---------------------------------------- | ------ | ---- | ----------- |
| Česká národní fotbalová liga 1979/80     | -      | -    | UD Příbram  |
| Česká národní fotbalová liga 1981/82     | 25     | 1    | Škoda Plzeň |
| Česká národní fotbalová liga 1982/83     | 28     | 5    | Škoda Plzeň |
| Česká národní fotbalová liga 1983/84     | 29     | 11   | Škoda Plzeň |
| Česká národní fotbalová liga 1984/85     | 24     | 7    | Škoda Plzeň |
| Česká národní fotbalová liga 1985/86     | 24     | 3    | Škoda Plzeň |
| 1. československá fotbalová liga 1986/87 | 18     | 2    | Škoda Plzeň |
| Česká národní fotbalová liga 1987/88     | 19     | 2    | Škoda Plzeň |
| 1. československá fotbalová liga 1988/89 | 3      | 0    | Škoda Plzeň |
| CELKEM 1. liga                           | 21     | 2    |             |